# Chocomel

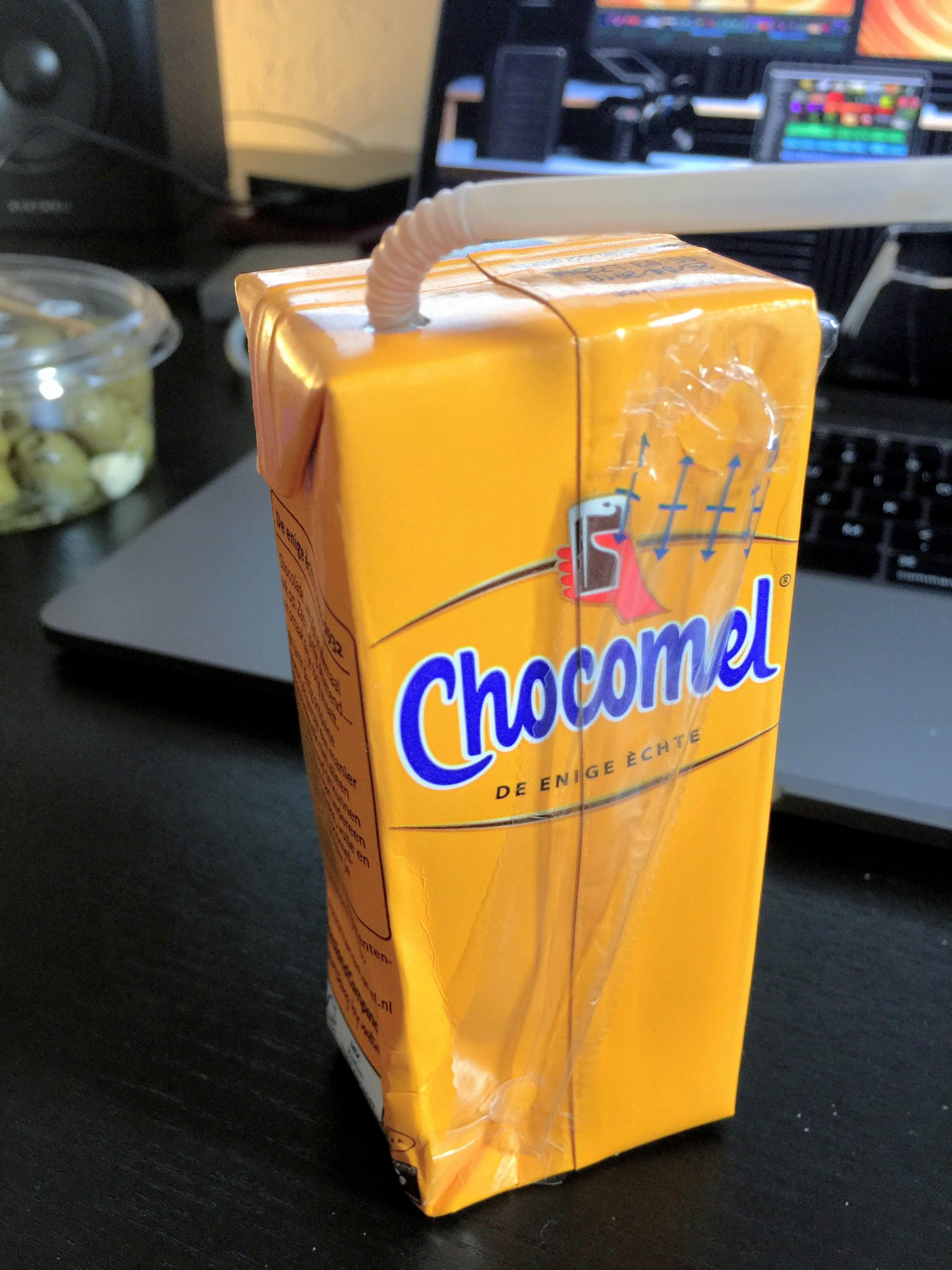
Chocomel im 0,2 l Tetra-Pak

Chocomel ist eine Schokoladenmilch, die von FrieslandCampina in Aalter, Belgien produziert wird. Sie ist in den Niederlanden, Deutschland, Österreich, Großbritannien und in Belgien (als Cécémel) erhältlich. Der Werbeslogan ist „Our one and only“, bzw. „De enige èchte“ und „Le seul vrai“ (zu Deutsch etwa: „Die einzig wahre“ – Auf den Verpackungen in Deutsch wird jedoch „Ein Original“ als Slogan verwendet).
Der Markenname Chocomel besteht seit 1930. Er ging in den niederländischen Sprachgebrauch über und bezeichnet dort generell die Schokoladenmilch.
In den Niederlanden und Belgien gibt es die Versionen Vol mit Vollmilch, Halfvol (Halbvoll) mit fettarmer Milch, Light mit weniger Zucker und Süßstoff, Dark mit dunkler Schokolade und Mokka mit Kaffee-Note.
In Deutschland wird bisher nur die Vol-Variante vertrieben. Sie setzt sich aus 45 % Vollmilch, 40 % entrahmter Milch, 6,9 % Zucker, 1,9 % Schokoladenpulver, 1,1 % Kakao, dem Stabilisator Carrageen und Aroma zusammen. Seit Anfang 2023 wird in Belgien und den Niederlanden auch eine „Plant Based“ Version auf der Basis von Cashew-Kernen vertrieben.
Chocomel gibt es in 1 l Glasflaschen und Tetra Paks, in 0,25 l Getränkedosen und Glasflaschen sowie in 0,2 l Tetra-Paks und Plastikflaschen. In Deutschland wird Chocomel im 1 l Tetra Pak, in 0,25 l Getränkedosen und in 0,2 l Tetra Paks angeboten.
Von 2007 bis 2012 gab es zudem Chocomel-Hot-Kapseln, aus denen man im Senseo-Kaffeeautomaten heiße Schokoladenmilch zubereiten konnte. Da sich die Kapseln in Form und Volumen von den für Senseo-Automaten üblichen Pads unterschieden, benötigte man einen speziellen Halter. Die Kapseln sind nicht mehr im Handel erhältlich.
Für Hot Chocomel in der Gastronomie bietet Friesland Campina Hot-Chocomel-Konzentrat an, das in speziellen Hot-Drink-Dispensern verarbeitet wird.

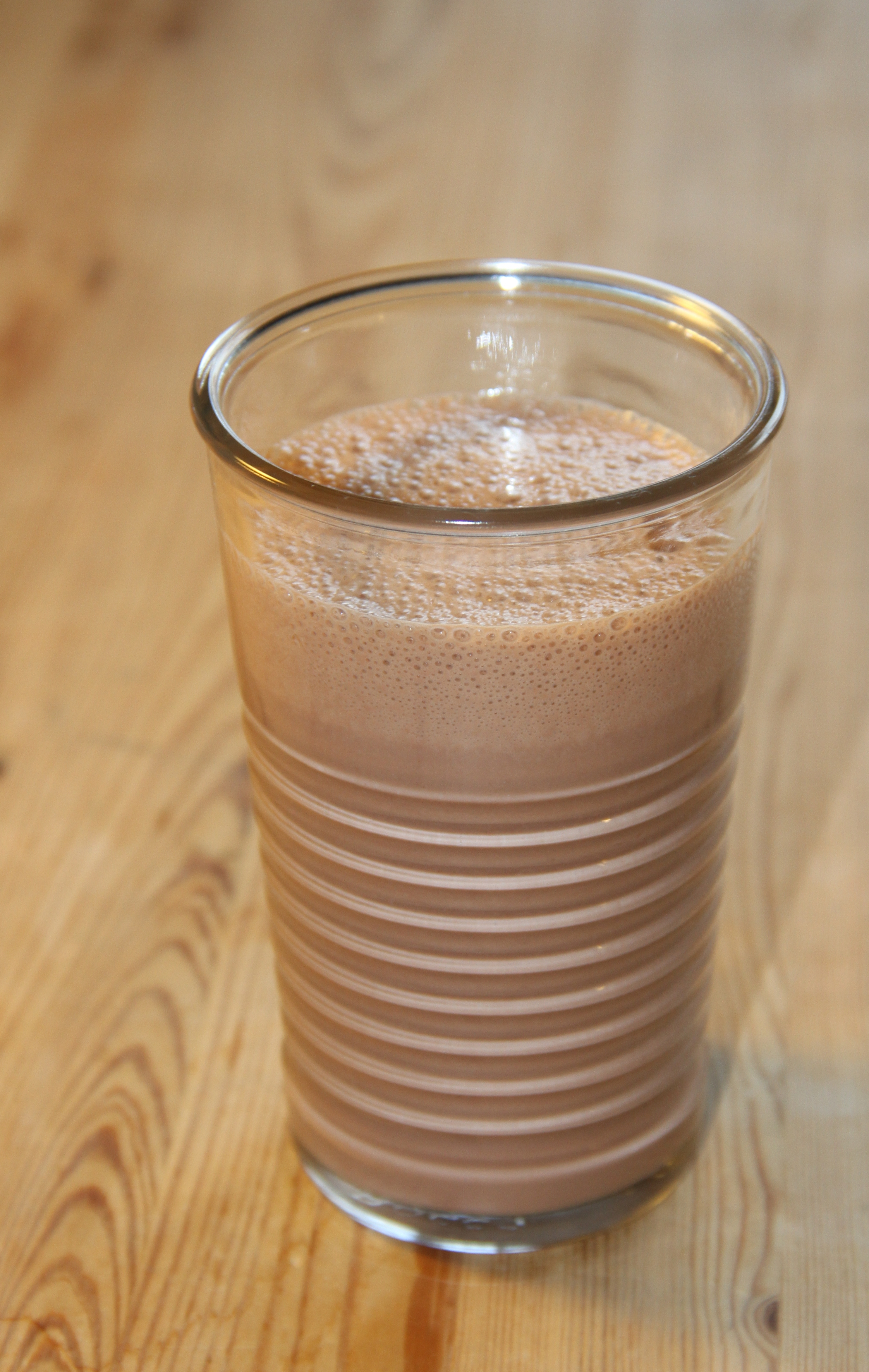
Ein Glas Chocomel
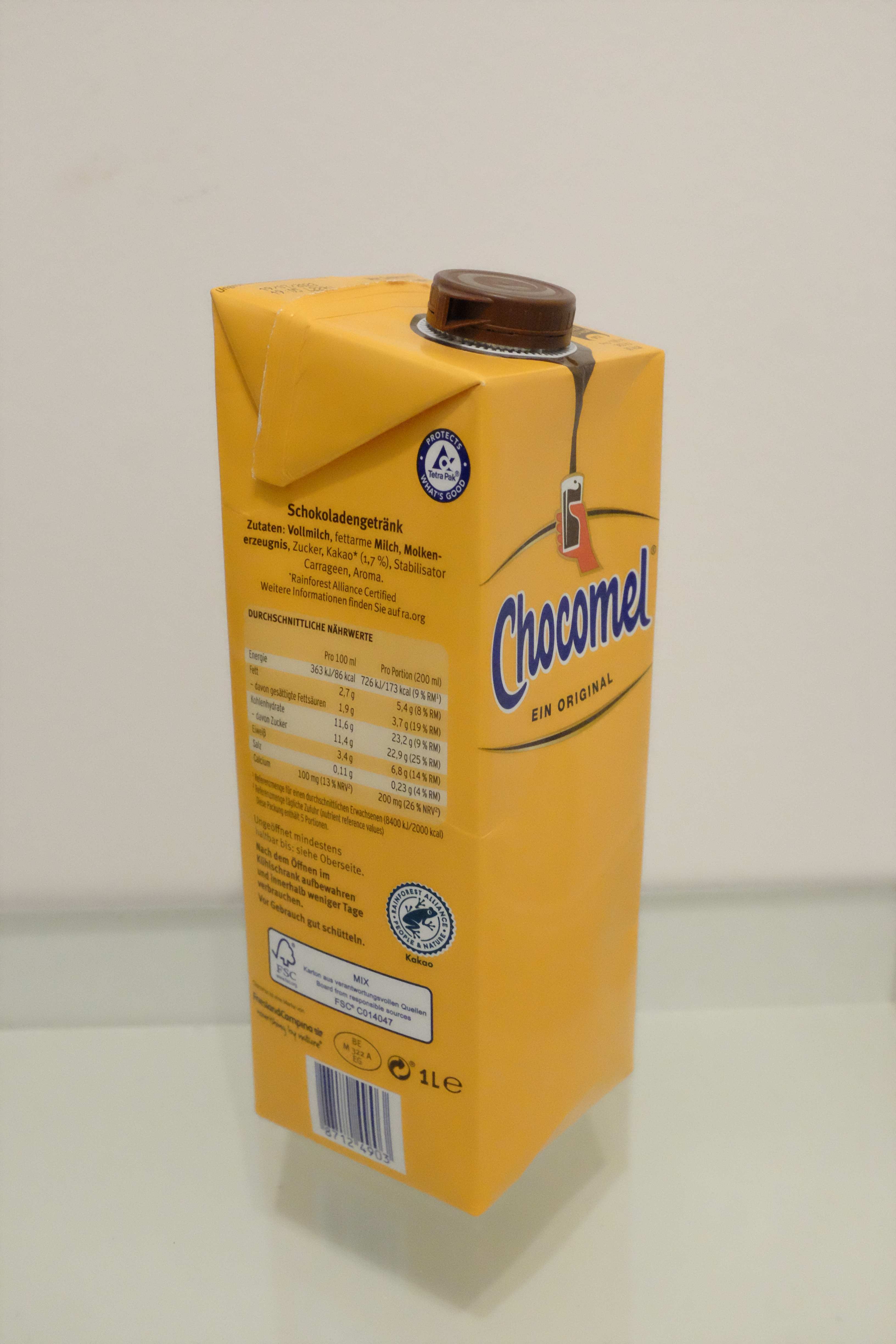
Chocomel im 1l Tetra-Pak
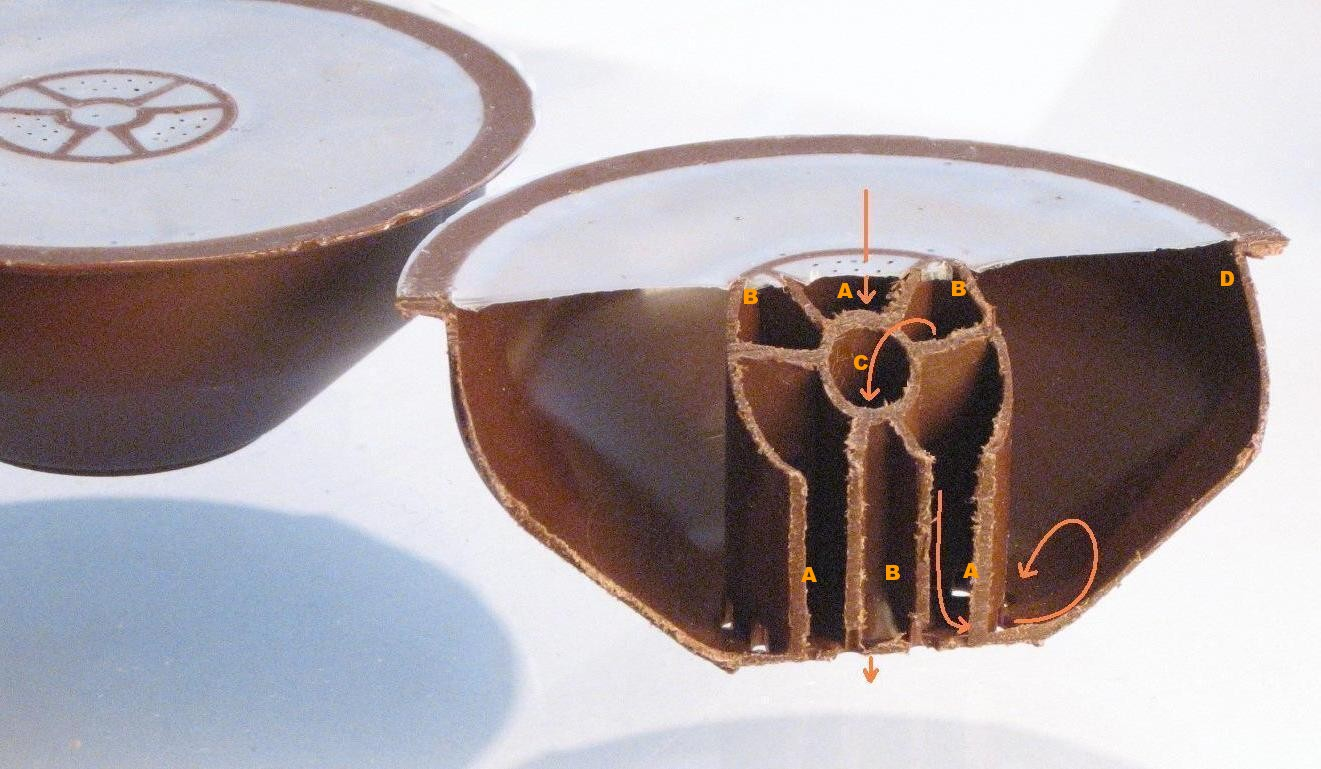
Querschnitt einer Senseo-Kapsel Chocomel